# Tadżykistan na Letnich Igrzyskach Paraolimpijskich 2012
Tadżykistan na Letnich Igrzyskach Paraolimpijskich 2012 reprezentował 1 zawodnik.
Dla reprezentacji Tadżykistanu był to trzeci start w igrzyskach paraolimpijskich (poprzednio w 2004 i 2008 roku). Dotychczas żadnemu zawodnikowi nie udało się zdobyć paraolimpijskiego medalu. 
Przed przemianami ustrojowymi związanymi z rozpadem ZSRR zawodnicy pochodzący z terenu dzisiejszego Tadżykistanu występowali w 1992 roku pod barwami Drużyny Zjednoczonej, zaś w 1988 roku pod barwami reprezentacji Związku Radzieckiego (ZSRR).

## Kadra

### Podnoszenie ciężarów
Mężczyźni
| Zawodnik        | Konkurencja | Wynik                      | Poz.                       |
| --------------- | ----------- | -------------------------- | -------------------------- |
| Parwiz Odinajew | -75kg       | nie zaliczono żadnej próby | nie zaliczono żadnej próby |